# Erowid
Erowid ist eine Nichtregierungsorganisation, die im Oktober 1995 gegründet wurde. Die englischsprachige Website von Erowid ist eine Online-Datenbank mit Informationen zu psychoaktiven Substanzen und verwandten Themen und hat täglich im Durchschnitt über 41.000 Besucher (Juni 2005). Erowid wird seit 1. Januar 2008 vom offiziell als Non-Profit-Organisation anerkannten „Erowid Center“ betrieben. Die Organisation hat ihren Sitz im Norden des US-Bundesstaats Kalifornien, die Server stehen in San Francisco. Erowid finanziert sich ausschließlich über Spenden. Banner oder sonstige Werbung gibt es nicht auf der Website.
Die Neutralität ist ein wichtiger Bestandteil von Erowid. Es gibt Kritik, die Website fördere den Drogenkonsum. Erowid weist diese Kritik zurück und gibt an, alles zu veröffentlichen, was den qualitativen Standards genügt, egal ob sich nun positiv, neutral oder negativ zu einer Droge geäußert wird. Das würde jedoch von prohibitionistischen Meinungsvertretern, die nur eine negative Meinung gegenüber Drogen akzeptierten, als den Drogenkonsum fördernd angesehen.
Die Datenbank enthält über 50.000 Dokumente und ist über 37 Gigabyte groß (April 2009). Die Dokumente beinhalten unter anderem Forschungsberichte, Bilder und Erfahrungsberichte und bieten Informationen zur Chemie, zur Dosierung, zu den Wirkungen, zu den Gesetzen, zur Gesundheit, zu Drogentests und zum traditionellen und spirituellen Gebrauch einer psychoaktiven Substanz.